# 1 m2
1 m2, Un Metro Cuadrado – piąty album studyjny zespołu Jarabe de Palo (szósty, wliczając album kompilacyjny Grandes éxitos), nagrywany w 2004 roku, a wydany w 2005 roku przez WEA Latina / WEA International.

## Lista utworów
Źródło:
| Nr  | Tytuł utworu                                | Długość |
| --- | ------------------------------------------- | ------- |
| 1.  | „1m2 (Sólo o Bien Acompañado)”              | 3:25    |
| 2.  | „Romeo y Julieta (No Eran de Este Planeta)” | 4:19    |
| 3.  | „Dicen”                                     | 4:17    |
| 4.  | „Mi Diario Personal”                        | 4:35    |
| 5.  | „Que Bueno Que Bueno”                       | 4:13    |
| 6.  | „El Café de la Morena”                      | 3:26    |
| 7.  | „Menos que un Amor, Más que un Amigo”       | 3:45    |
| 8.  | „Escriban Más Canciones”                    | 6:00    |
| 9.  | „Entre las Barcas”                          | 3:51    |
| 10. | „Sale a Escena”                             | 2:49    |
| 11. | „Cry (If You Don't Mind)”                   | 2:42    |
|     |                                             | 43:22   |